# Гамаван Фаузи
Гамаван Фаузи (индон. Gamawan Fauzi) (род. 6 ноября 1957 года, Солок) — индонезийский государственный деятель. Министр внутренних дел (с 2009). Губернатор Западной Суматры (2005—2009).

## Биография
Родился 6 ноября 1957 года в западносуматранском городе Солок. По национальности — минангкабау. 
Окончил Университет Андалас в столице Западной Суматры Паданге, получив степень бакалавра юриспруденции. Позже обучался в Государственном университете Паданга
С 1995 по 2005 годы занимал пост мэра Солока. В 2005 году избран губернатором Западной Суматры; на выборах был поддержан Демократической партией борьбы Индонезии. В 2009 году поддержал на президентских выборах переизбиравшегося на второй срок Сусило Бамбанга Юдойоно; в том же году назначен Юдойоно на пост министра внутренних дел.
За активную борьбу с коррупцией на губернаторском посту получил награду имени Бунга Хатты (англ. Bung Hatta Award).